# Françoise Javet
Françoise Javet, née le 17 janvier 1922 à Paris et morte le 25 février 2008 à Colombes, est une monteuse de cinéma française.
Elle a travaillé durant ses 40 ans de carrière notamment avec Philippe de Broca, René Clément et José Giovanni, et a été nommée aux Césars du cinéma en 1983.

## Filmographie
- 1947 : À l'assaut de la Tour Eiffel (court-métrage)
- 1948 : Neuf garçons, un cœur (assistante montage)
- 1951 : Identité judiciaire (assistante montage)
- 1952 : Jeux interdits de René Clément (assistante montage)
- 1954 : Monsieur Ripois de René Clément
- 1955 : Les Hommes en blanc
- 1955 : Vous pigez ? de Pierre Chevalier
- 1956 : Club de femmes
- 1960 : Plein Soleil de René Clément
- 1962 : Et Satan conduit le bal de Grisha Dabat, produit et scénarisé par Roger Vadim
- 1962 : Nous irons à Deauville de Francis Rigaud
- 1963 : Un roi sans divertissement de François Leterrier
- 1964 : L'Homme de Rio de Philippe de Broca
- 1964 : Un monsieur de compagnie de Philippe de Broca
- 1965 : Les Tribulations d'un Chinois en Chine de Philippe de Broca
- 1966 : Le Roi de cœur de Philippe de Broca
- 1967 : Les Comédiens de Peter Glenville
- 1969 : Le Diable par la queue de Philippe de Broca
- 1970 : Le Passager de la pluie de René Clément
- 1971 : La Maison sous les arbres de René Clément
- 1972 : La Scoumoune de José Giovanni
- 1972 : Le Viager de Pierre Tchernia
- 1972 : Chère Louise de Philippe de Broca
- 1973 : Il n'y a pas de fumée sans feu d'André Cayatte
- 1973 : Deux hommes dans la ville de José Giovanni
- 1975 : Vous ne l'emporterez pas au paradis de François Dupont-Midy
- 1975 : L'Incorrigible de Philippe de Broca
- 1976 : Comme un boomerang de José Giovanni
- 1978 : Molière d'Ariane Mnouchkine
- 1978 : Tendre Poulet de Philippe de Broca
- 1979 : La Gueule de l'autre de Pierre Tchernia
- 1981 : Psy de Philippe de Broca
- 1982 : La Balance de Bob Swaim
- 1984 : Par où t'es rentré ? On t'a pas vu sortir
- 1986 : La Gitane de Philippe de Broca
- 1987 : Flag de Jacques Santi
- 1988 : Bonjour l'angoisse de Pierre Tchernia

## Nominations et récompenses
- 1983 : nommée pour le César du meilleur montage pour La Balance de Bob Swaim